# Виллетта-Барреа
Виллетта-Барреа (итал. Villetta Barrea) — коммуна в Италии, расположена в области Абруццо, подчиняется административному центру Л’Акуила.
Население составляет 649 человек (на 2005 г.), плотность населения составляет 31,63 чел./км². Занимает площадь 20,52 км². Почтовый индекс — 67030. Телефонный код — 0864.
Покровителями коммуны почитаются святой Викентий Сарагосский и святая Варвара Илиопольская, празднование в третье воскресение июля и в первое воскресение после Феррагосто.

## Города-побратимы
- Сент-Андре-лез-Альп (Франция, с 2003)